# Kazajistán en los Juegos Paralímpicos de Atlanta 1996
Kazajistán estuvo representado en los Juegos Paralímpicos de Atlanta 1996 por trece deportistas masculinos. El equipo paralímpico kazajo no obtuvo ninguna medalla en estos Juegos.